# Alessandro d'Aremberg

Stemma dei principi di Chimay del Casato di Arenberg

Alessandro d'Aremberg (Bruxelles, 15 settembre 1590 – Wesel, 16 agosto 1629) è stato un nobile belga, principe di Aremberg, principe di Chimay, principe del Sacro Romano Impero, capo militare dei Paesi Bassi spagnoli, fondatore della linea di principi di Chimay del Casato di Arenberg.

## Biografia
Alessandro di Croÿ-Chimay d'Arenberg era il terzo figlio del principe Carlo d'Arenberg e di Anne de Croÿ (1563-1635), duchessa di Aaschot e principessa di Chimay.
Ereditò da sua madre numerosi possedimenti e titoli nobiliari.
Ufficiale dell'esercito spagnolo nei Paesi Bassi, partecipò guerra degli ottant'anni. Alla pomposa cerimonia funebre dell'arciduca Alberto d'Austria portò una spada, simbolo della sovranità.
Fu ucciso nel 1629, quando gli olandesi conquistarono la città di Wesel, nel ducato di Kleve.

## Discendenza
Sposò nel 1613 Maddalena di Egmond (1596 - 11.11.1663, Colonia), figlia del conte Carlo II di Egmond e di Maria de Lance. Ebbero quattro figli:
- Isabella (04.1615-16.01.1677), sposò nel 1636 il marchese Ludovico Gonzaga (1599-1660), dalla casa dei conti di San Martino;
- Anna Isabella (1616-1658), sposò nel 1641 Eugene de Henin-Lietar (1613-1656), conte di Bussus;
- Alberto (02-15.1618-16.11.1648), principe di Chimet. Sposò nel 1635 Clara Eugenia d'Arenberg (1611-1660), figlia di Filippo d'Arenberg. Matrimonio senza figli;
- Filippo (8 maggio 1619-12.01.1675), principe di Chimet.  Sposò nel 1642 Theodore-Maximilien de Le Havre (morta nel 1676), contessa di Fresen, figlia di Pierre-Ernest de Le Havre, conte di Fresen e di Catherine Isabel de Lamarck.

## Ascendenza
|                                 |                     |                                 | Genitori          |  |  | Nonni |  |  | Bisnonni       |  |  | Trisnonni |  |
|                                 |                     |                                 |                   |  |  |       |  |  | Luigi di Ligne |  |  | …         |  |
|                                 |                     |                                 |                   |  |  |       |  |  | Luigi di Ligne |  |  | …         |  |
|                                 |                     | …                               |                   |  |  |       |  |  | Luigi di Ligne |  |  |           |  |
| Giovanni di Ligne               |                     |                                 |                   |  |  |       |  |  | Luigi di Ligne |  |  |           |  |
|                                 |                     | Maria di Bergen                 | …                 |  |  |       |  |  |                |  |  |           |  |
|                                 |                     | Maria di Bergen                 | …                 |  |  |       |  |  |                |  |  |           |  |
|                                 |                     | Maria di Bergen                 | …                 |  |  |       |  |  |                |  |  |           |  |
| Carlo d'Arenberg                |                     | Maria di Bergen                 |                   |  |  |       |  |  |                |  |  |           |  |
|                                 |                     | Roberto II de la Marck-Arenberg | …                 |  |  |       |  |  |                |  |  |           |  |
|                                 |                     | Roberto II de la Marck-Arenberg | …                 |  |  |       |  |  |                |  |  |           |  |
|                                 |                     | Roberto II de la Marck-Arenberg | …                 |  |  |       |  |  |                |  |  |           |  |
| Margherita de la Marck-Arenberg |                     | Roberto II de la Marck-Arenberg |                   |  |  |       |  |  |                |  |  |           |  |
|                                 |                     | Walburga van Egmont             | …                 |  |  |       |  |  |                |  |  |           |  |
|                                 |                     | Walburga van Egmont             | …                 |  |  |       |  |  |                |  |  |           |  |
|                                 |                     | Walburga van Egmont             | …                 |  |  |       |  |  |                |  |  |           |  |
| Alessandro d'Arenberg           |                     | Walburga van Egmont             |                   |  |  |       |  |  |                |  |  |           |  |
|                                 | Philippe II de Croÿ | Henri de Croÿ                   |                   |  |  |       |  |  |                |  |  |           |  |
|                                 | Philippe II de Croÿ | Henri de Croÿ                   |                   |  |  |       |  |  |                |  |  |           |  |
|                                 | Philippe II de Croÿ | Charlotte de Chateaubriand      |                   |  |  |       |  |  |                |  |  |           |  |
| Philippe III de Croÿ            | Philippe II de Croÿ |                                 |                   |  |  |       |  |  |                |  |  |           |  |
|                                 |                     | Anne de Croÿ                    | Charles I de Croÿ |  |  |       |  |  |                |  |  |           |  |
|                                 |                     | Anne de Croÿ                    | Charles I de Croÿ |  |  |       |  |  |                |  |  |           |  |
|                                 |                     | Anne de Croÿ                    | …                 |  |  |       |  |  |                |  |  |           |  |
| Anne de Croÿ                    |                     | Anne de Croÿ                    |                   |  |  |       |  |  |                |  |  |           |  |
|                                 |                     | Jean III de Halewyn             | …                 |  |  |       |  |  |                |  |  |           |  |
|                                 |                     | Jean III de Halewyn             | …                 |  |  |       |  |  |                |  |  |           |  |
|                                 |                     | Jean III de Halewyn             | …                 |  |  |       |  |  |                |  |  |           |  |
| Johanna Henriette van Halewyn   |                     | Jean III de Halewyn             |                   |  |  |       |  |  |                |  |  |           |  |
|                                 |                     | Jossyne de Lannoy               | …                 |  |  |       |  |  |                |  |  |           |  |
|                                 |                     | Jossyne de Lannoy               | …                 |  |  |       |  |  |                |  |  |           |  |
|                                 |                     | Jossyne de Lannoy               | …                 |  |  |       |  |  |                |  |  |           |  |
|                                 |                     | Jossyne de Lannoy               |                   |  |  |       |  |  |                |  |  |           |  |